# Приволье (Лямбирский район)
 Приволье  — деревня в Лямбирском районе Мордовии в составе  Саловского сельского поселения.

## География
Находится на расстоянии примерно 13 километров по прямой на север-северо-запад от города Саранск.

## Население
Постоянное население составляло 42 человек (русские 100%) в 2002 году, 49 в 2010 году .